# Vestavěný systém

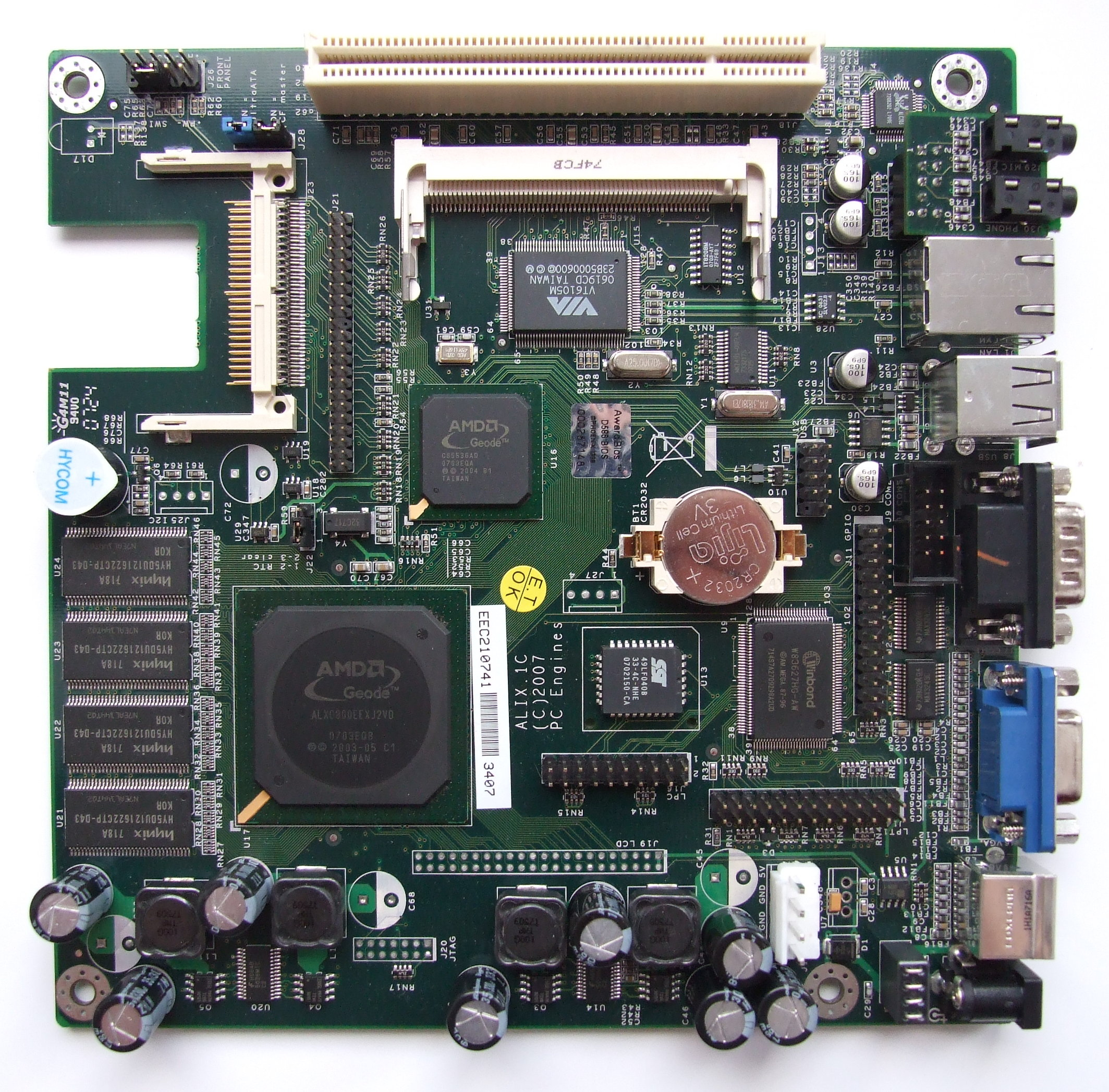
Mini-ITX deska PC Engines ALIX.1C s procesorem AMD Geode LX 800 a sloty pro Compact flash, mini PCI a PCI karty, 44-pinovým IDE rozhraním a 256MB RAM

Vestavěný systém (zabudovaný systém, embedded system) je jednoúčelový počítač, ve kterém je řídicí systém zcela zabudován do zařízení, které ovládá. Na rozdíl od univerzálních počítačů, jako jsou osobní počítače, jsou zabudované systémy většinou specializované, určené pro předem definované činnosti. Vzhledem k tomu, že operační systém tohoto počítače je určen pro konkrétní účel, mohou ho tvůrci systém při návrhu zjednodušit a optimalizovat hlavní aplikaci, a tak snížit cenu výrobku. Vestavěné systémy jsou často vyráběny sériově ve velkém množství, takže úspora bývá znásobena velkým počtem vyrobených kusů. Další výraznou výhodou je rychlost a jednoduchost použití.
Jako vestavěná zařízení byly také často označovány počítače do dlaně (PDA), mobilní digitální pomocníci (MDA) a inteligentní mobilní telefony (smartphone) vzhledem k vlastnostem hardware i přes to, že z hlediska software jsou rozšiřitelné a všeobecně použitelné podobně jako osobní počítače. Postupně se tato zařízení přibližují z hlediska své použitelnosti osobním počítačům.

## Příklady vestavěných systémů
- bankomat
- avionika – například autopilot, hardware a software pro řízení letu a další systémy integrované v letadlech a raketách
- mobilní telefony, jejich základnové stanice (BTS), telefonní ústředny
- řídicí jednotky spalovacích motorů (ECU) a systémy zabraňující blokování brzd (ABS) v automobilech
- domácí automatizace, například termostaty, klimatizace, zavlažovací systémy a zabezpečovací systémy
- kalkulačky
- vybavení domácnosti, například mikrovlnná trouba, pračka, myčka nádobí, televizory, DVD přehrávače, set-top boxy
- zdravotnické přístroje a implantovaná zařízení, jako třeba implantovaný kardiostimulátor, defibrilátor, nebo inzulínové pumpy
- ruční počítače (PDA nebo průmyslové)
- herní konzole (PlayStation, Sega, Xbox, GameBoy, Nintendo 64, Nintendo DS)
- digitální náhrada potenciometrů (místo „točítka“ jsou pouze tlačítka přidat/ubrat)
- počítačové periferie jako routery, tiskárny, pevné disky, Wi-Fi karty, modemy, scannery jsou často řízeny vlastním vestavěným systémem a mají proto vlastní firmware

## Historie vestavěných systémů
První moderní vestavěný systém byl naváděcí počítač pro Apollo vyvinutý Charlesem Stark Draperem v přístrojové laboratoři na MIT. Pro každý let na Měsíc byly použity dva, jeden byl umístěn ve velitelském a druhý v lunárním modulu. Při zahájení projektu byl naváděcí systém považovaný za potenciálně nejnebezpečnější část celého projektu. Použití nově vyvinutých integrovaných obvodů pro snížení velikosti a váhy snižovalo riziko selhání.
První hromadně vyráběný vestavěný systém byl vojenský naváděcí systém D-17 firmy Autonetic pro rakety Minuteman, uvedený v roce 1961. Byl vytvořen z jednotlivých tranzistorů a jako hlavní paměť používal pevný disk. Při zavádění výroby raket Minuteman II v roce 1966 byl systém D-17 nahrazen novým počítačem, který jako první používal velké množství integrovaných obvodů. Hromadná výroba těchto počítačů způsobila, že cena integrovaného obvodu obsahujícího čtyři hradla NAND klesla z 1000 dolarů na pouhé 3 dolary, což umožnilo použití integrovaných obvodů v komerčních výrobcích.
U těchto prvních vestavěných systémů z počátku 60. let cena nehrála roli. Od té doby došlo ke značnému snížení ceny, zvýšení výpočetního výkonu a funkčnosti. Například první mikroprocesor Intel 4004, který se uplatnil například v kalkulačkách a dalších malých systémech, vyžadoval vnější paměť a další podpůrné obvody. V polovině 80. let byla většina původně externích součástek integrována na čipu spolu s procesorem a tato součástka se začala označovat jako microcontroller (česky se používá pojem mikrokontrolér nebo jednočipový počítač) a umožnila tak rozšíření vestavěných systémů.
S poklesem ceny jednočipového počítače pod jeden dolar začalo být výhodné nahrazovat knoflíky ovládané analogové součástky jako potenciometry nebo proměnné kondenzátory digitální elektronikou řízenou malým mikrokontrolérem s tlačítky „nahoru“ a „dolů“. Koncem 80. let se vestavěné systémy běžně používaly ve většině elektronických zařízení a tento trend dosud pokračuje.

## Charakteristika vestavěných systémů

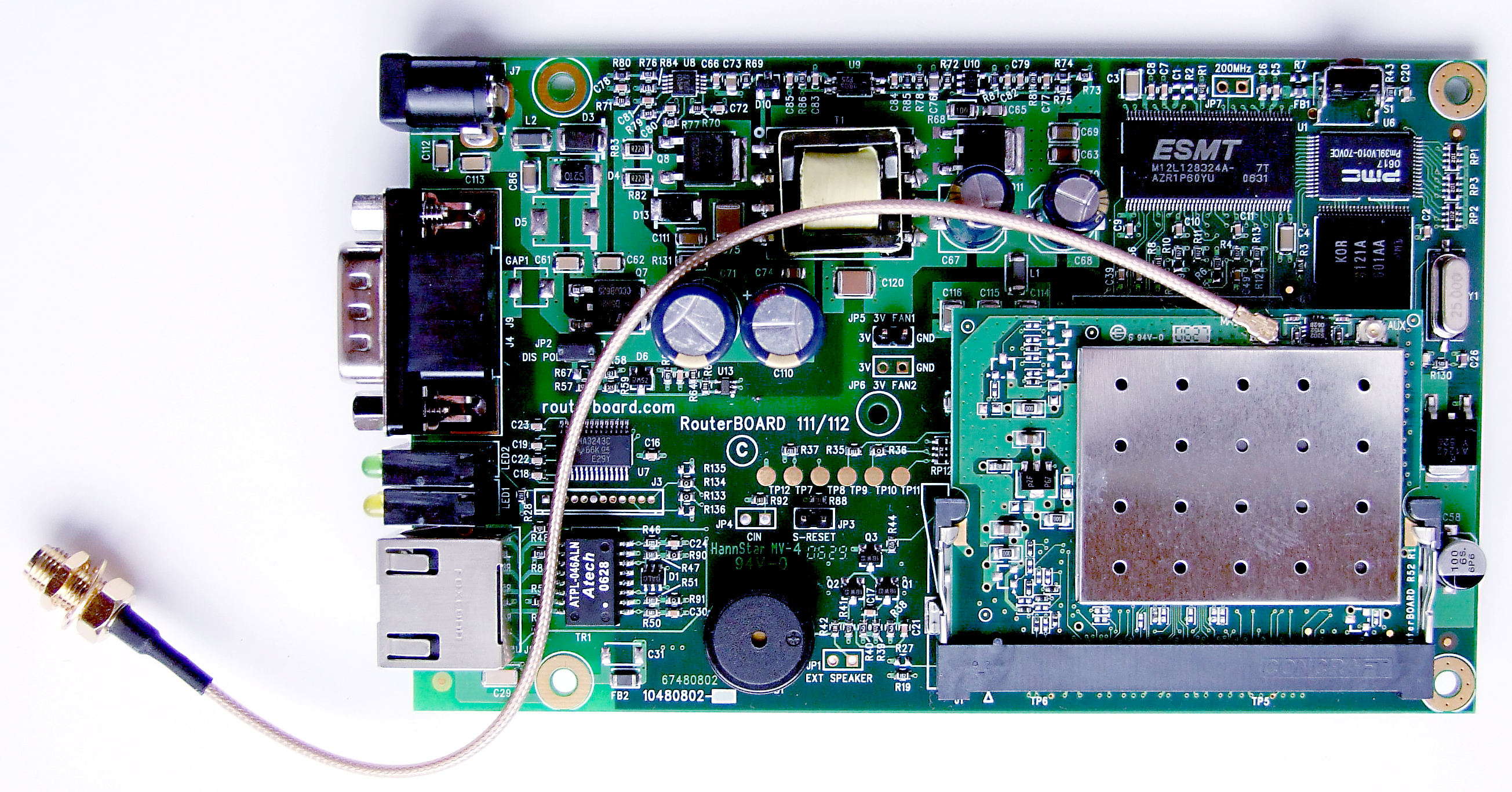
Embedded systém v podobě RouterBoardu 112 s U.FL-RSMA pigtailem a R52 mini PCI Wi-Fi kartou

Na rozdíl od všeobecně použitelného počítače (například osobního) jsou vestavěné systémy navrženy pro konkrétní činnosti. Některé také pracují v reálném čase, protože zpoždění činnosti nebo akce ovládané řídícím procesorem může mít fatální následky nebo poruchu činnosti včetně nebezpečných stavů (např. zastavení motoru letadla nebo naopak nezastavení motoru ve vlaku či automobilu).
U systémů vyráběných ve velkých sériích, jako například MP3 přehrávačů nebo mobilních telefonů, je většinou jedním z primárních cílů ve fázi návrhu nízká cena. Tvůrci těchto zařízení často používají hardware, který je přesně dostačující pro implementaci požadovaných funkcí. Například digitální přijímač DVB-S pro příjem satelitní televize zpracovává každou sekundu obrovská množství dat, ale zpracování je provedeno v zákaznickém integrovaném obvodu, který provádí pouze tuto jedinou činnost. Hlavní procesor pouze nastaví a spustí tento proces, případně zobrazuje menu, animace a podobně, k čemuž mu stačí jeho menší výpočetní výkon.
Při malých sériích nebo prototypech (emulátor) vestavěných systémů lze použít hardware osobního počítače a použít pouze konkrétní programy nebo nahradit původní operační systém operačním systémem pracujícím v reálném čase (RTOS).
Software určený pro vestavěné systémy je často označován jako firmware a je uložen v čipech ROM nebo Flash na rozdíl od programů v osobním počítači, které jsou uloženy na pevném disku. Tento software často počítá s omezenými prostředky zařízení – malá nebo žádná klávesnice, omezený nebo žádný displej, malé množství paměti RWM-RAM a podobně.
Řídicí systémy jsou vestavěny do zařízení, od nichž se očekává, že budou schopna pracovat léta bez chyb a v některých případech schopna zotavit se z poruchy. Proto bývají programy většinou vyvíjeny a testovány pečlivěji než programy pro osobní počítače a v návrhu se nepoužívají nespolehlivé mechanické součástky jako disky, přepínače, tlačítka. Zotavení z poruchy může využít například techniky watchdog timeru, který resetuje počítač, pokud program po jistou dobu neupozornil watchdog, že je v pořádku.

## Uživatelská rozhraní u vestavěných systémů

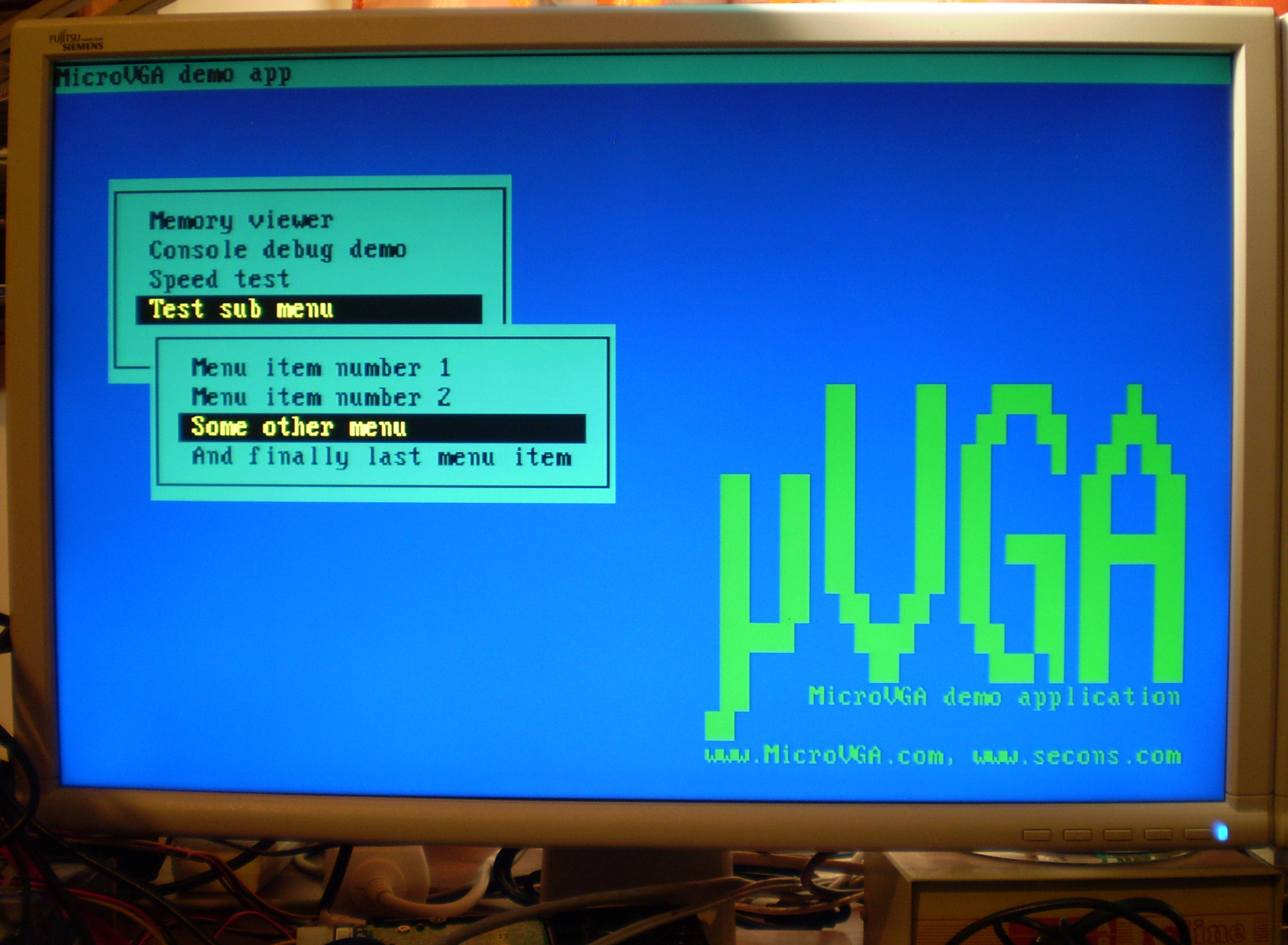
Embedded systém s mikroprocesorem PIC18 používající textové rozhraní na VGA monitoru

Uživatelská rozhraní u vestavěných systémů se liší od nulového uživatelského rozhraní až po plné rozhraní podobné systému stolního PC, jako je tomu například u PDA, MDA nebo smartphonů. Někde uprostřed bývají zařízení s malými displeji, které jsou schopny zobrazovat pouze některé znaky, a pouze několika tlačítky (např. kalkulačka).
Jeden z přístupů často používaných u vestavěných systémů bez sofistikovaných displejů používá pouze několik tlačítek pro ovládání menu, kdy některá tlačítka slouží pro pohyb v menu a další pro nastavování hodnot. U těchto zařízení jsou používány jednoduchá a levná řešení, jako například LED pro indikaci stavu.
Při použití větších displejů bývají použity dotykové displeje nebo displeje s ovládacími klávesami vedle displeje (soft button), které poskytují dostatečnou flexibilitu při minimalizaci použitého prostoru. Výhodou tohoto řešení je, že funkce tlačítek se změní nápisem na displeji, a také přirozené ovládání. Systémy do ruky (PDA, MDA, mobilní telefony) často mají displej a „joystickové tlačítko“ ovládající kurzor, i zde je však významný přesun k dotykovým displejům.
Rozvoj webu dává tvůrcům vestavěných zařízení další, zcela novou možnost ovládání pomocí webové stránky dostupné prostřednictvím síťového připojení. Toto řešení eliminuje potřebu složitého displeje, a přesto poskytuje možnost složitého nastavení a zobrazení v případě potřeby (na vzdáleném počítači). Toto řešení je úspěšně používáno pro ovládání vzdálených, pevně instalovaných zařízení.
Některé moderní vestavěná zařízení také používají k zobrazení uživatelského rozhraní standardní VGA monitor a PS/2 klávesnici.

## Spolehlivost vestavěných systémů
Spolehlivost může mít různé definice v závislosti na tom, co uživatelé od systému požadují:
1. Systém nelze kvůli opravě bezpečně vypnout nebo je pro opravu nepřístupný.
Obecně se to týká testovacích podsystémů vestavěných systémů a přepínačů na síti. Místo hardwarové náhrady lze použít softwarový záložní režim, který poskytuje částečnou funkčnost.
Příklady: systémy ve vesmíru, podmořské kabely, navigační majáky, systémy pro vrtání děr a automobily. Často do této kategorie patří také sériově vyráběná spotřební elektronika, protože opravny jsou relativně daleko a opravy jsou finančně náročnější než výroba nového výrobku.
2. Systém musí být neustále v chodu z bezpečnostních důvodů.
Parametry jsou podobné jako u předešlého typu, ale záložní softwarové režimy nejsou v takové míře tolerovány. Často je nutné je zvolit operátorem.
Příklady: navigační systémy letadel, řídicí systémy jaderných reaktorů, řízení nebezpečných provozů v chemických továrnách, železniční zabezpečovací zařízení, řízení motorů u jednomotorových letadel.
3. Zastavení systému způsobí velké finanční ztráty.
Tyto systémy obvykle obsahují několik vestavěných testů indikujících správný chod systému a existuje online záložní systém nebo záložní softwarový režim a ruční ovládání.
Příklady: telefonní ústředny, řízení továren, ovládání mostů a výtahů, řízení bezhotovostních převodů peněz a elektronická tržiště.
4. Systém nemůže běžet v nebezpečném nebo nekorektním stavu.
Při běhu v nebezpečném nebo nekorektním stavu by došlo k velkým finančním ztrátám nebo ohrožení zdraví. Při detekci nebezpečného stavu je jediným řešením ukončit chod systému a indikovat chybu.
Příklady: lékařské přístroje, zálohované letecké přístroje a stroje (například motor u vícemotorových letadel), automatické burzy, herní systémy.